# Danchigai
Danchigai (だんちがい lit. "Gran diferencia"?) es una serie de manga 4-koma escrita e ilustrada por Kazusa Yoneda, serializada en la revista seinen manga de Ichijinsha Manga 4-Koma Palette desde junio de 2011 Hasta en enero de 2021. Una adaptación de anime se estrenó en julio de 2015 por Creators in Pack.

## Argumento
La historia gira en torno a Haruki y sus cuatro hermanas: Mutsuki, Yayoi, Uzuki y Satsuki. Aunque sus días puedan parecer monótonos, aparte del hecho de que las hermanas de Haruki no le dan ni una sola oportunidad de descansar, sermoneándole sobre cada error percibido y gastándole bromas, él sigue amando su vida.

## Personajes
- Haruki Nakano (仲野 晴輝, Nakano Haruki?)

Haruki es el único chico de los hermanos Nakano y el segundo mayor. Le encantan los videojuegos y pasa todo el tiempo jugándolos siempre que puede. Tiene buenas calificaciones en el instituto, aunque es pésimo para hacer ejercicio.
- Mutsuki Nakano (仲野 夢月, Nakano Mutsuki?)

Mutsuki es la primera mayor de los hermanos Nakano. Ella es una chica perfecta en todo sentido, es inteligente, estudiosa, hermosa, atlética, amable, bondadosa, tiene un cuerpo voluptuoso y se encarga de todas las tareas del hogar ya que sus padres no suelen estar en casa, sin embargo, es pésima para enseñar. 
Cuando ella está a solas con Haruki, muestra un lado más despreocupado e irresponsable, siendo que solo se lo muestra a él por su gran confianza. Debido a esto, tiene el hábito de dormirse en la habitación de Haruki cuando termina de bañarse, incluso si no se ha vestido, para molestia de este. Siempre que ella y su hermano salen a algún lugar, todos los confunden con una pareja.
- Yayoi Nakano (仲野 弥生, Nakano Yayoi?)

La tercera hermana de los Nakano. Yayoi es una chica alegre y muy atlética, pero muy poco estudiosa, por lo que Haruki suele ayudarla para sus exámenes. Ella actúa de manera muy violenta hacía Haruki y suelen discutir a menudo, llamándolo Baka-Eroki (Un juego de palabras entre baka (idiota), ero (pervertido) y ki, la terminación de su nombre). Yayoi en realidad tiene una especie complejo de hermano hacía el, ya que desde muy pequeña, ha querido la atención de su hermano mayor por siempre estar jugando videojuegos. Tiene un gran sentido de la moda.
- Uzuki Nakano (仲野 羽月, Nakano Uzuki?)

La cuarta hermana, es una chica muy activa y extrovertida que adora gastarle bromas a su hermano mayor, para molestia de este. Es la hermana gemela de Satsuki.
- Satsuki Nakano (仲野 咲月, Nakano Satsuki?)

La más tranquila de las hermanas gemelas menores, Satsuki es una chica tímida pero muy animada. Le gusta mucho el anime y el manga, gusto que comparte con su hermano Haruki. Siempre repite la terminación de la última palabra de las frases que dice Uzuki, según ella, esto es porque su hermana siempre dice lo que ella tiene en mente.

## Contenido de la obra

### Manga
Danchigai está escrita e ilustrada por Kazusa Yoneda. Comenzó a serializarse en la revista mensual Manga 4-Koma Palette de Ichijinsha el 22 de junio de 2011. La serie también ha publicado varios capítulos en línea en el sitio web de Ichijinsha. Se han publicado hasta el momento 10 volúmenes.

### Lista de volúmenes
| N.º | Fecha de lanzamiento     | ISBN original          |
| --- | ------------------------ | ---------------------- |
| 1   | 22 de noviembre de 2012  | ISBN 978-4-75-808159-7 |
| 2   | 22 de diciembre de 2014  | ISBN 978-4-75-808226-6 |
| 3   | 22 de abril de 2015      | ISBN 978-4-75-808230-3 |
| 4   | 19 de septiembre de 2015 | ISBN 978-4-75-808246-4 |
| 5   | 21 de septiembre de 2016 | ISBN 978-4-75-808270-9 |
| 6   | 22 de septiembre de 2017 | ISBN 978-4-75-808294-5 |
| 7   | 22 de octubre de 2018    | ISBN 978-4-75-808315-7 |
| 8   | 22 de julio de 2019      | ISBN 978-4-75-808333-1 |
| 9   | 22 de abril de 2020      | ISBN 978-4-75-808342-3 |
| 10  | 25 de enero de 2021      | ISBN 978-4-75-808359-1 |

### Anime
Una serie de anime basada en el manga fue dirigida por Hiroshi Kimura, con animación por el estudio de animación Creators in Pack, y fue producida por Dream Creation, con producción de audio por Dax Production. Eriko Itō estuvo a cargo del diseño de personajes, y Masakatsu Oomuro sirvió como director de sonido de la serie. La serie tiene cuatro temas musicales, uno para cada protagonista femenina. Satomi Akesaka canta "Early Morning", Mikako Komatsu canta "Let a good day", Sora Tokui canta "Gently Mischief", y Sayaka Horino canta "Princess Durandal".
La serie, que consta de doce episodios de cinco minutos, comenzó a emitirse el 9 de julio de 2015, y se emitió en TV Saitama, KBS, Sun TV, AT-X y tvk. La serie se emite en streaming por Crunchyroll en todo el mundo, excepto en Japón. Se lanzó en Blu-ray en Japón el 19 de septiembre de 2015.